# Sainte-Foy-la-Grande
Sainte-Foy-la-Grande is een gemeente in het Franse departement Gironde (regio Nouvelle-Aquitaine) en telt 2788 inwoners (1999). De plaats maakt deel uit van het arrondissement Libourne. Sainte-Foy-la-Grande telde op 1 januari 2022 2.561 inwoners.
De plaats is ontstaan in de middeleeuwen als bastide en dit is nog steeds te zien in het rechthoekig grondplan van de gemeente.

## Geografie
De oppervlakte van Sainte-Foy-la-Grande bedroeg op 1 januari 2022 0,51 vierkante kilometer; de bevolkingsdichtheid was toen 5.021,6 inwoners per km². De gemeente ligt aan de Dordogne.

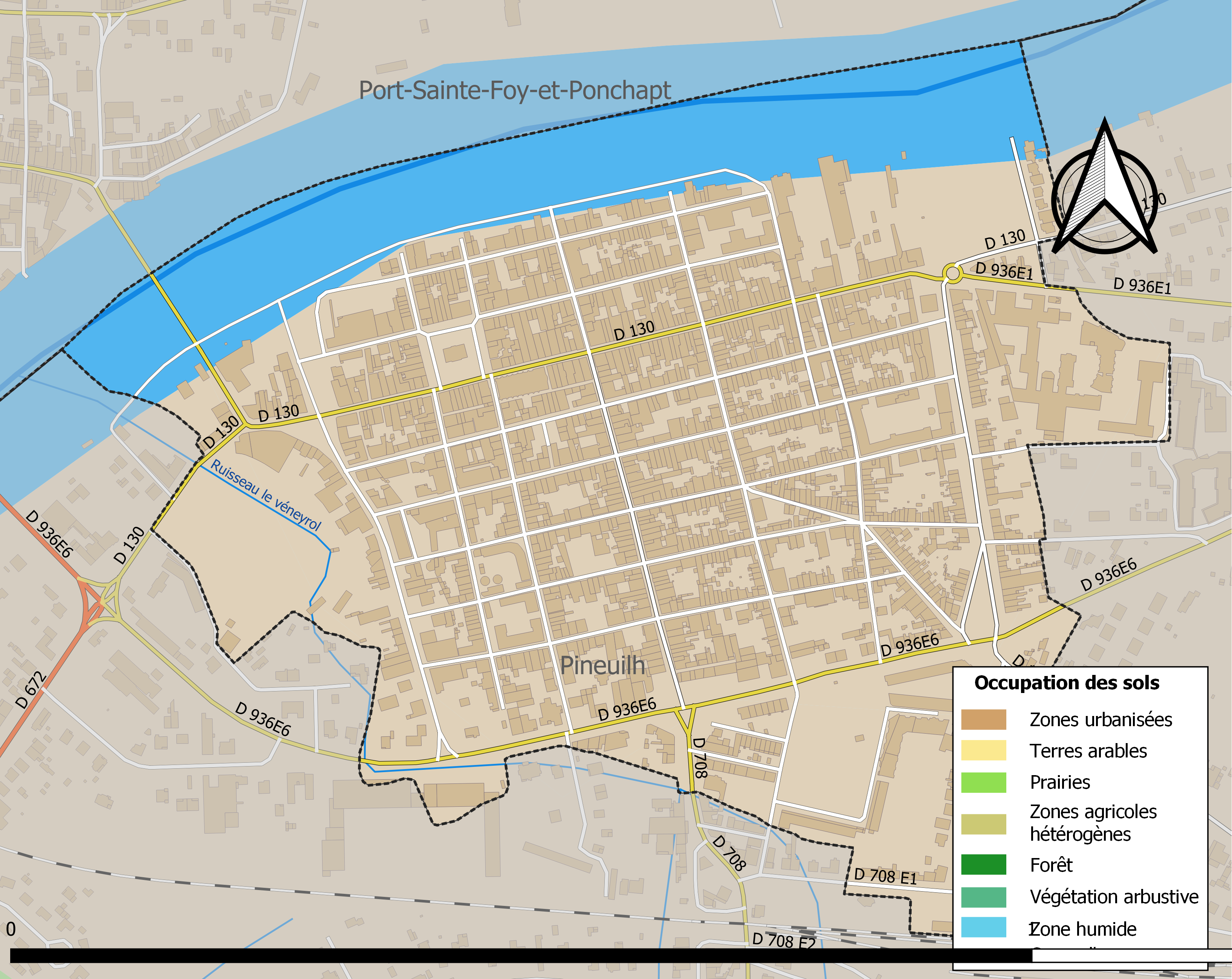
Kaart van de gemeente met belangrijkste infrastructuur, bodemgebruik en omliggende gemeenten

## Verkeer
Aan de rand van de gemeente ligt het spoorwegstation Sainte-Foy-la-Grande.

## Demografie
Onderstaande figuur toont het verloop van het inwonertal (bron: INSEE-tellingen).

## Sport
Sainte-Foy-la-Grande was drie keer etappeplaats in de wielerkoers Ronde van Frankrijk. Daarbij was het één keer aankomstplaats van een etappe. In 1978 won de Fransman Bernard Hinault er de rit.

## Geboren in Sainte-Foy-la-Grande
- Paul Pierre Broca (1824-1880), arts, anatoom en antropoloog
- Élisée Reclus (1830-1905), geograaf
- Christian Jourdan (1954), wielrenner
- Jean-Marc Furlan (1957), voetballer en voetbalcoach